# An-Nadschaf (Gouvernement)
An-Nadschaf oder al-Nadschaf (arabisch النجف, DMG an-Naǧaf) ist ein Gouvernement im Süden des Irak. Hauptstadt ist die gleichnamige Stadt Nadschaf. An-Nadschaf grenzt an al-Anbar, al-Muthanna, Kerbela, Babil und al-Qadisiya sowie an Saudi-Arabien.

## Bevölkerung
Die Einwohnerzahl des Gouvernements beträgt etwa 1.200.600 (Stand: 2008), von denen etwa 70 % in der Hauptstadt Nadschaf leben.

## Geschichte
In an-Nadschaf befindet sich die Stadt Kufa (638 gegründet), die einst ein großes kulturelles Zentrum und Hauptstadt des Abbasiden-Kalifats war.

## Distrikte
Die Distrikte sind:
- Kufa
- al-Manathira
- Nadschaf
- al-Mischchab

Am 15. Oktober 2005 stimmten von 299.420 Wählern 95,82 % mit Ja für die neue Verfassung. 